# Архонилья

## История
Город находится в первоклассной археологической зоне, колыбели иберийской цивилизации, где были обнаружены многочисленные иберийские поселения и погребальные ядра, такие как близлежащий Серро Венате. В средневековый период Архонилья была тесно связана с орденом Калатравы в этом районе, так как Фернандо III в 1228 году подарил ордену крепость Мартос, включая его части городов Поркуна и Виворас.
Однако завоевание Архоны и Архонильи произошло только в 1244 году, когда город был полностью окружен христианской территорией после взятия Поркуны в 1240 году. В 1254 году Альфонсо X подарил его совету Хаэна вместе с Поркуной. В 1282 году Санчо IV отменил эту уступку, сделанную его отцом, и Архонилья была передана архидьякону Убеды Гонсало Пересу, образовав поместье, которое просуществовало только до 1331 года, когда город был продан самим архидьяконом Архоне за 8000 мараведи и 200 каис соли.
В 1371 и 1390 годах независимость Совета Архоны была ратифицирована кастильскими монархами Энрике II и Энрике III. Несмотря на это, в начале пятнадцатого века сам Энрике III передал Архону и Архонилью коннетаблю Кастилии Рую Лопесу Давалосу за его заслуги. Фигура коннетабля попала в немилость, и перед своей смертью в 1423 году Хуан II распределил свои владения, подарив Архону и Архонилью вместе с титулом герцога Фадрике Энрикесу де Кастилья. Это было первое герцогство, пожалованное в Кастилии.
Фадрике Энрикес де Кастилья играл между интересами кастильского монарха Хуана II и инфантов Арагона, пока в 1429 году не попытался захватить Энрике, наследника престола Кастилии. Его попытка не удалась, и в 1430 году он был схвачен и убит Хуаном II. Архона и Архонилья перешли к Фадрике де Луне, сыну Мартина «Эль Ховена» из Арагонской короны, который бежал в Кастилию, преследуемый королем Альфонсо V «Великодушным» в 1430 году. Ему не потребовалось много времени, чтобы впасть в немилость. В 1434 году он был захвачен Хуаном II, а Архона и Архонилья перешли к новому коннетаблю Кастилии Альваро де Луне.
Не прошло много времени, как Архона и Архонилья сменили владельца, и в том же году они были обменены на город Македа, замок и деревню Сан-Сильвестре, которые находились в руках Луиса Гонсалеса де Гусмана, магистра ордена Калатравы. Но король Хуан II Кастильский заставил орден Калатравы восстановить и защитить замок королевским указом в 1434 году.
Наконец, в 1553 году Карлос I даровал Архонилье титул города и юрисдикционную независимость, что привело к длительному спору о его территориальном разграничении с Архоной. В восемнадцатом веке город участвовал в Войне за престолонаследие, в которой приняли участие 40 местных жителей в пользу Филиппа V. Этот район также сыграл ведущую роль в Войне за независимость в девятнадцатом веке, когда в Амаргильосе произошла стычка с французами.
Промышленная деятельность началась в Архонилье в начале двадцатого века.

## Население
| Год  | Численность | Численность   |
| ---- | ----------- | ------------- |
| 2001 | 3951        | [ 2 ]         |
| 2002 | 3957        | [ 3 ]         |
| 2004 | 3935        | [ 4 ]         |
| 2005 | 3926        | [ 5 ]         |
| 2006 | 3908        | [ 6 ]         |
| 2007 | 3886        | [ 7 ]         |
| 2008 | 3876        | [ 8 ]         |
| 2009 | 3851        | [ 9 ]         |
| 2010 | 3840        | [ 10 ]        |
| 2011 | 3837        | [ 11 ]        |
| 2012 | 3830        | [ 12 ]        |
| 2013 | 3793        | [ 13 ]        |
| 2014 | 3764        | [ 14 ]        |
| 2015 | 3729        | [ 15 ]        |
| 2016 | 3695        | [ 16 ]        |
| 2017 | 3654        | [ 17 ]        |
| 2018 | 3610        | [ 18 ] [ 19 ] |
| 2019 | 3575        | [ 20 ]        |
| 2020 | 3571        | [ 21 ]        |
| 2021 | 3545        | [ 22 ]        |
| 2022 | 3535        | [ 23 ]        |
| 2023 | 3539        | [ 24 ]        |
| 2024 | 3531        | [ 1 ]         |